# Capitão Universo
Capitão Universo é um super-herói desencarnado da Marvel Comics foi criado por Bill Mantlo e Michael Golden, e apareceu pela primeira vez em Micronauts vol. 1 #8 (no Brasil em Heróis da TV #87). É o guardião e protetor da Eternidade. Ao invés de um personagem com uma única identidade, o Capitão Universo é um personagem que se fundiu com vários hospedeiros durante a sua história de publicação.
O Capitão Universo é criado quando o Unipoder, também chamado de Força-Enigma, funde-se a um usuário. Da fusão surge o super-ser Capitão Universo, cuja missão é defender a Existência.

## Origem
A Força Enigma ou Unipoder é uma forma energética que vaga pelo planeta e se funde a usuários em momentos de grande necessidade, durante grandes tragédias, transformando-os no Capitão Universo, um super-herói. Foi criado pra proteger o universo  através de uma junção de poderes da Jean Grey  e Doutor Estranho, ambos são tão poderosos que são capazes de criar vida, Capitão Universo tem poderes cósmicos derivados de Jean e Magia derivado de Estranho e è um dos seres mais poderosos da Marvel.

### Homem-Aranha
1989, a Marvel publicou a saga intitulada “Atos de vingança”.
Durante ela, Peter Parker foi inundado pela Força Enigma durante uma experiência de um de seus professores. Inicialmente, ele começou a utilizar os poderes sem se transformar no Capitão, o que acabou finalmente acontecendo.